# Ацициуакан
Ацициуакан (исп. Atzitzihuacán) — муниципалитет в Мексике, входит в штат Пуэбла. Население — 11 993 человека.

## История
Муниципалитет основан в 1895 году.